# بيركهولدرية عاجية
بيركهولدرية عاجية (الاسم العلمي: Burkholderia eburnea) هي نوع من البكتيريا، سلبية الغرام، تتبع جنس البيركهولدرية.